# 12e dynastie van Egypte
De 12e dynastie van Egypte werd in (ca.) 1976 v.Chr. gesticht door Amenemhat I, de vizier van de laatste koning van de 11e dynastie van Egypte. Hij verplaatste de koninklijke residentie van Thebe naar Memphis, waar hij een stad stichtte die Itjtawy genoemd werd. 

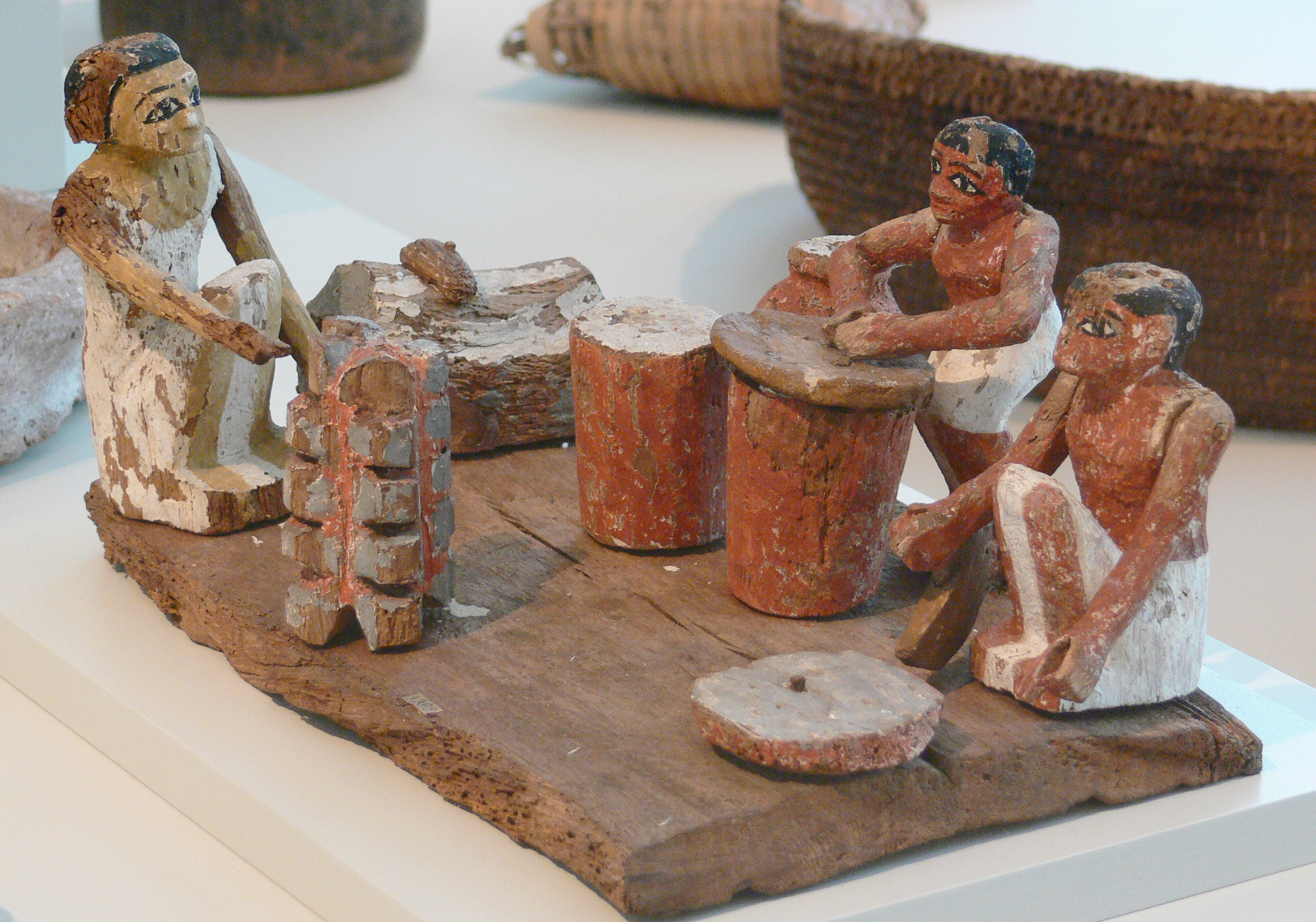
Keukenmodel gemaakt in de periode van de 12e dynastie

Tijdens militaire campagnes drong men in het zuiden door tot aan de tweede cataract. De leider van deze campagnes was de zoon van Amenemhat I, Senoeseret I, die 10 jaar lang samen regeerde met Amenemhat I. Het co-regentschap werd vanaf de 12e dynastie een veel gebruikt middel om een probleemloze troonopvolging te garanderen. 
Tijdens de 12e dynastie werden enkele literaire werken geschreven die tijdens de gehele Egyptische geschiedenis bekend zouden blijven, zoals het Verhaal van Sinuhe en dat van Wenamun. De beeldhouwkunst van deze periode is opmerkelijk realistisch, de koning wordt regelmatig afgebeeld met enigszins vermoeide trekken. De piramides van de koningen van de 12e dynastie werden gebouwd in Dasjoer, El-Lisht, Hawara en el-Lahun.

## Galerij

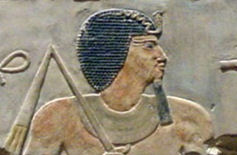
Amenemhat I
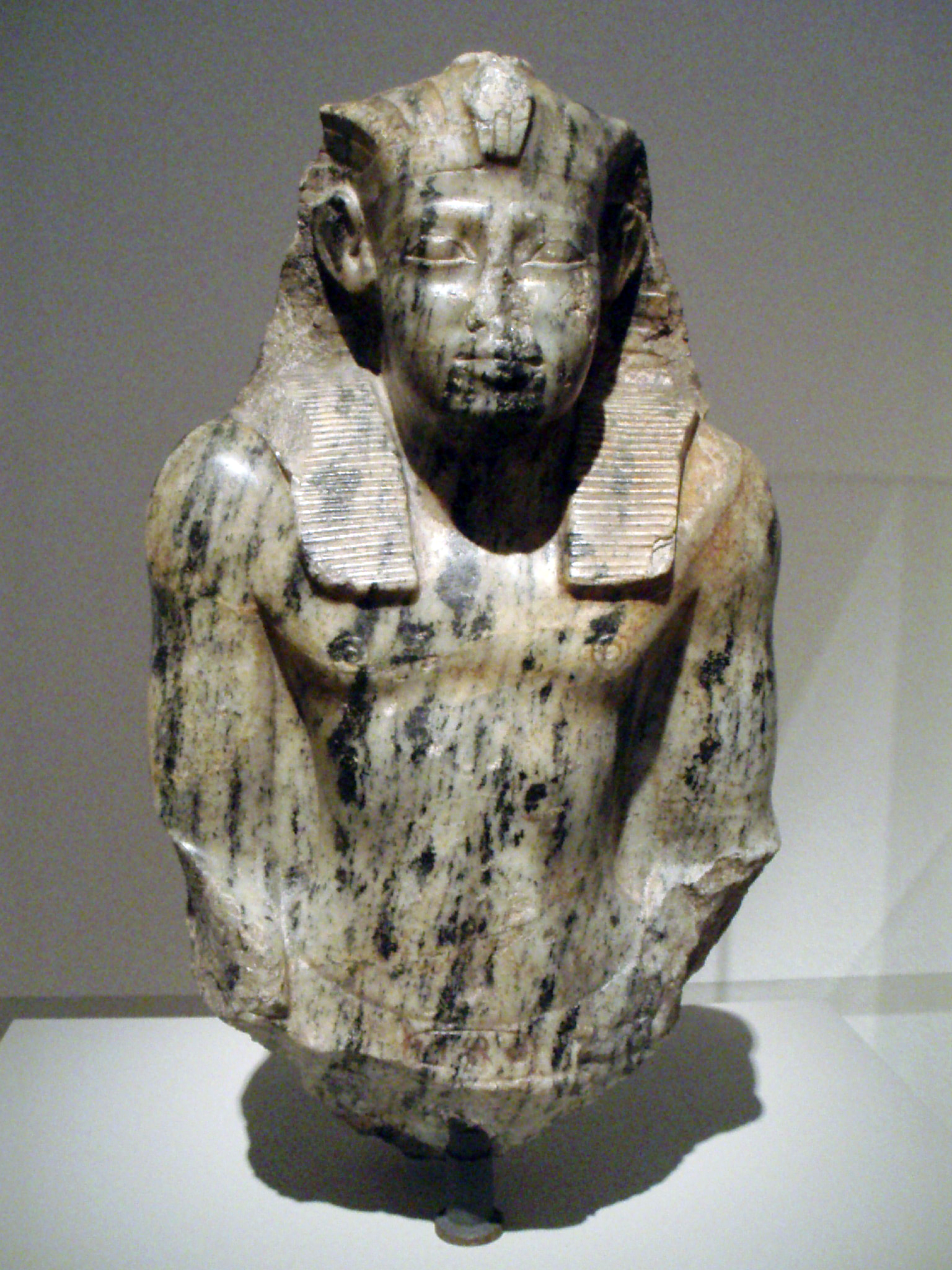
Senoeseret I
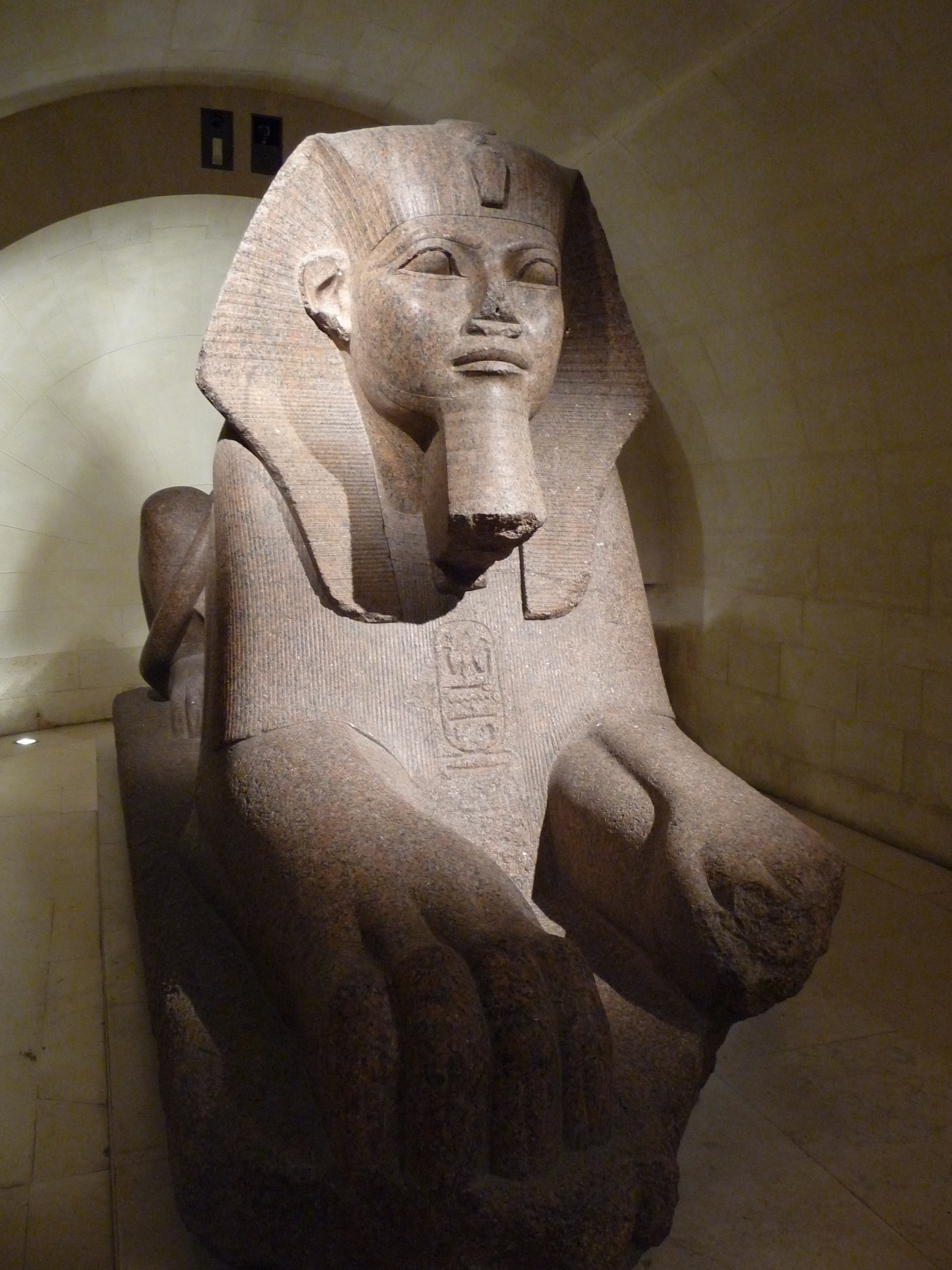
Sfinx met o.a. de naam Amenemhat II
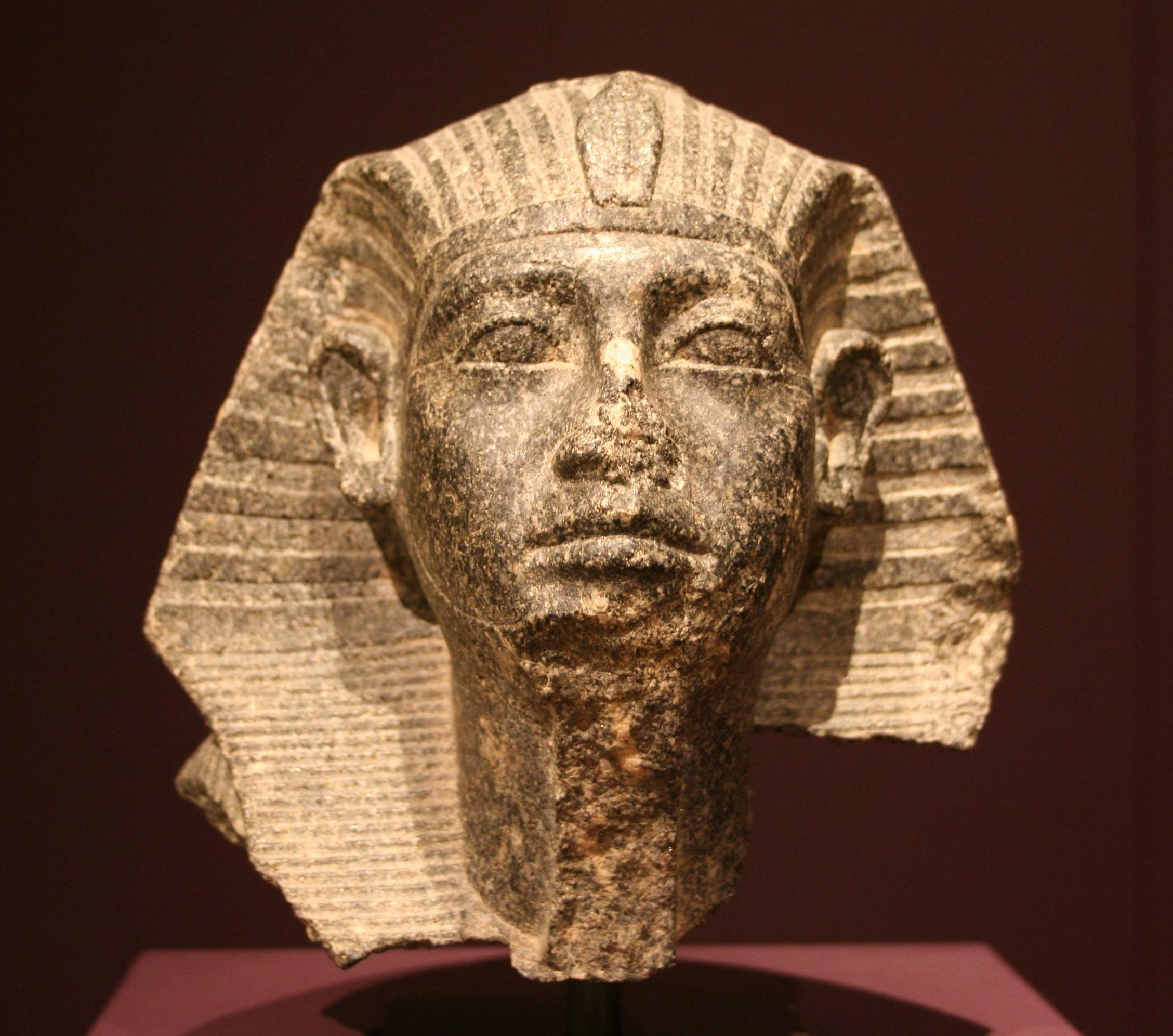
Sfinxhoofd van Senoeseret III
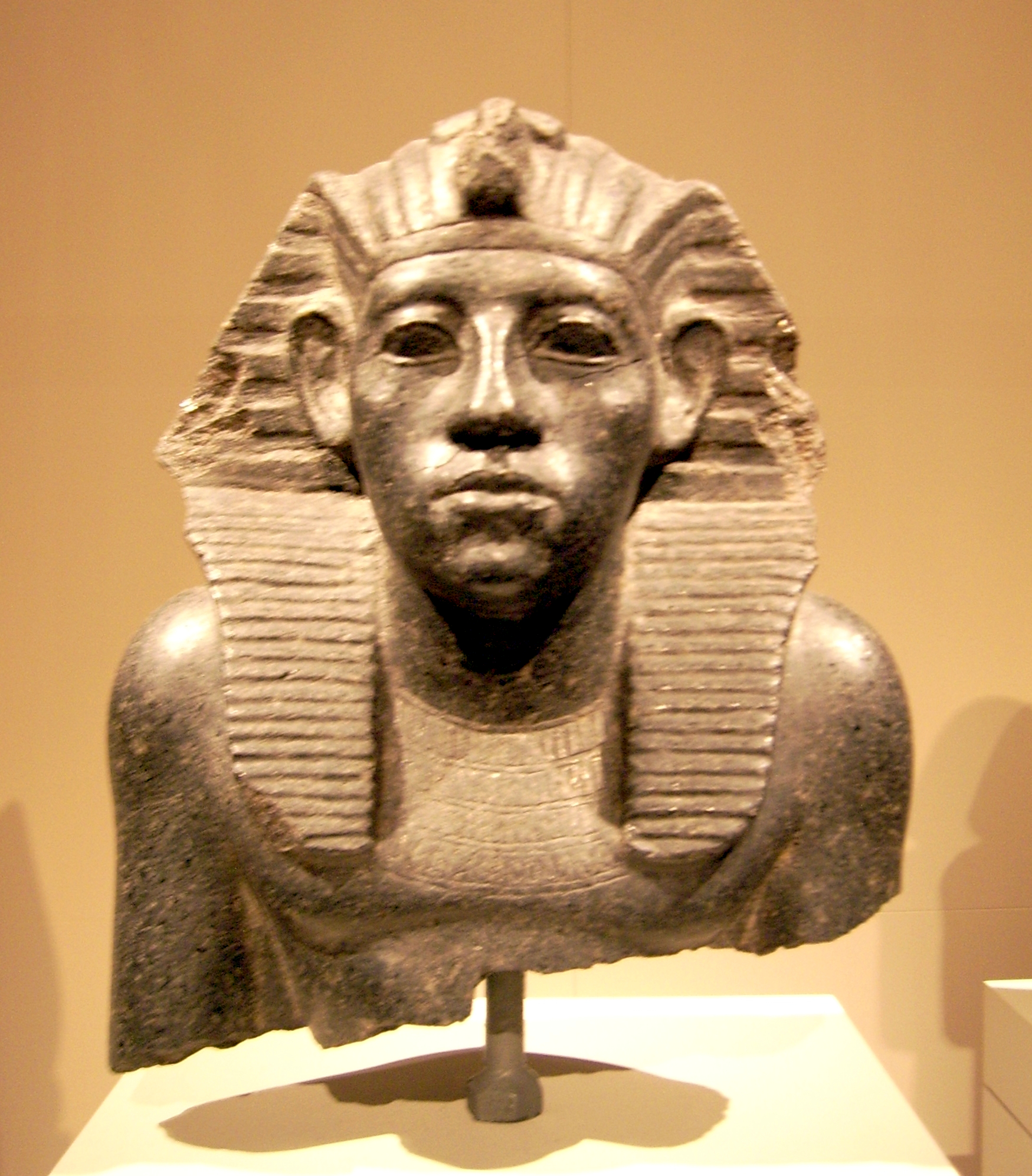
Amenemhat III
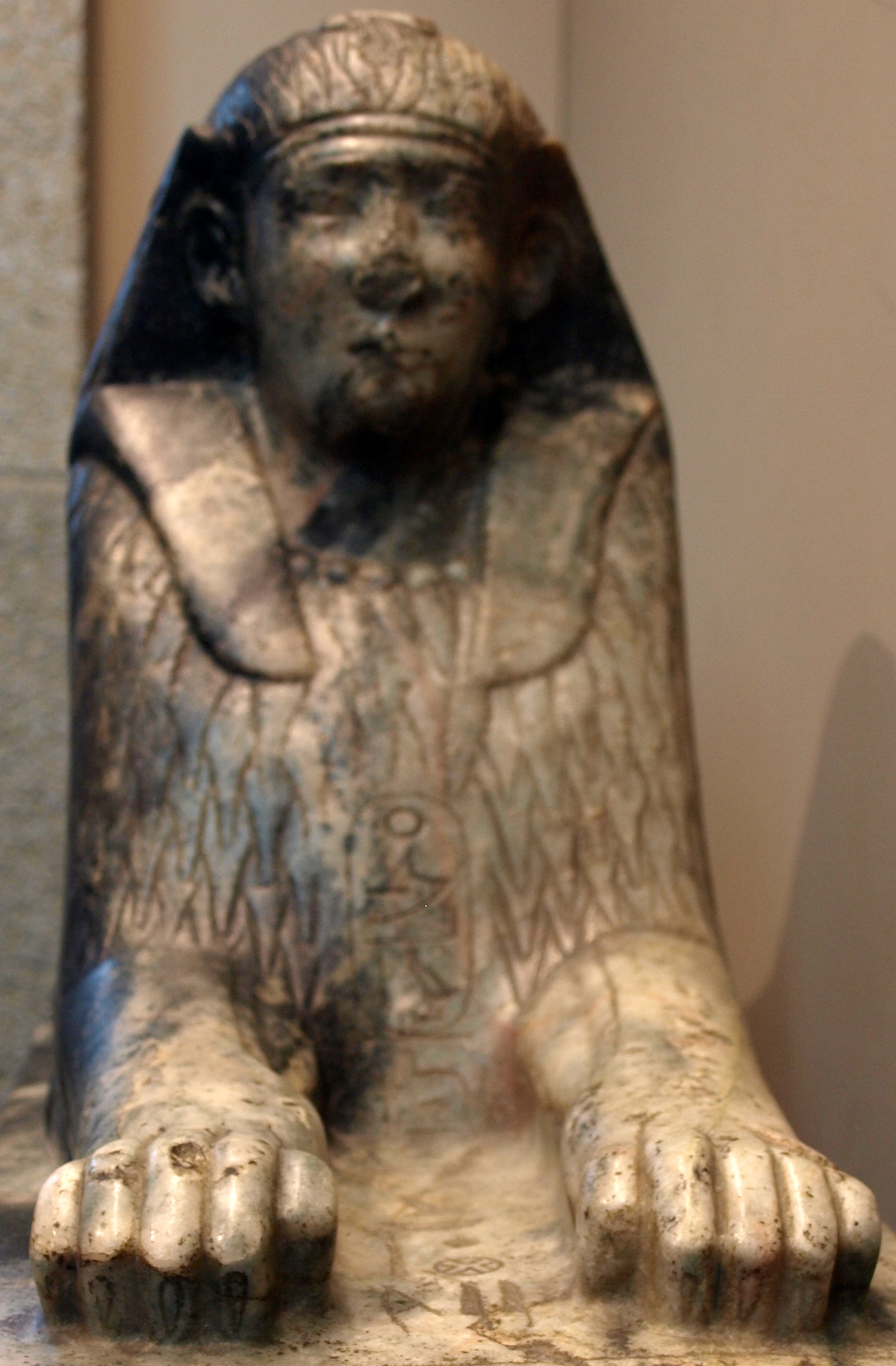
Amenemhat IV